# ريان نيومان (سائق سيارة سباق)
ريان نيومان (بالإنجليزية: Ryan Newman)‏ هو سائق سيارة سباق أمريكي، ولد في 8 ديسمبر 1977 في ساوث بند في الولايات المتحدة.

## وصلات خارجية
- الموقع الرسمي
- ريان نيومان على موقع Racing-Reference.info (الإنجليزية)
- ريان نيومان على موقع DriverDB.com (الإنجليزية)